# 12128 Palermiti
12128 Palermiti (1999 RP43) là một tiểu hành tinh vành đai chính được phát hiện ngày 13 tháng 9 năm 1999 bởi C. W. Juels ở Fountain Hills.